# Agriculture au Chili

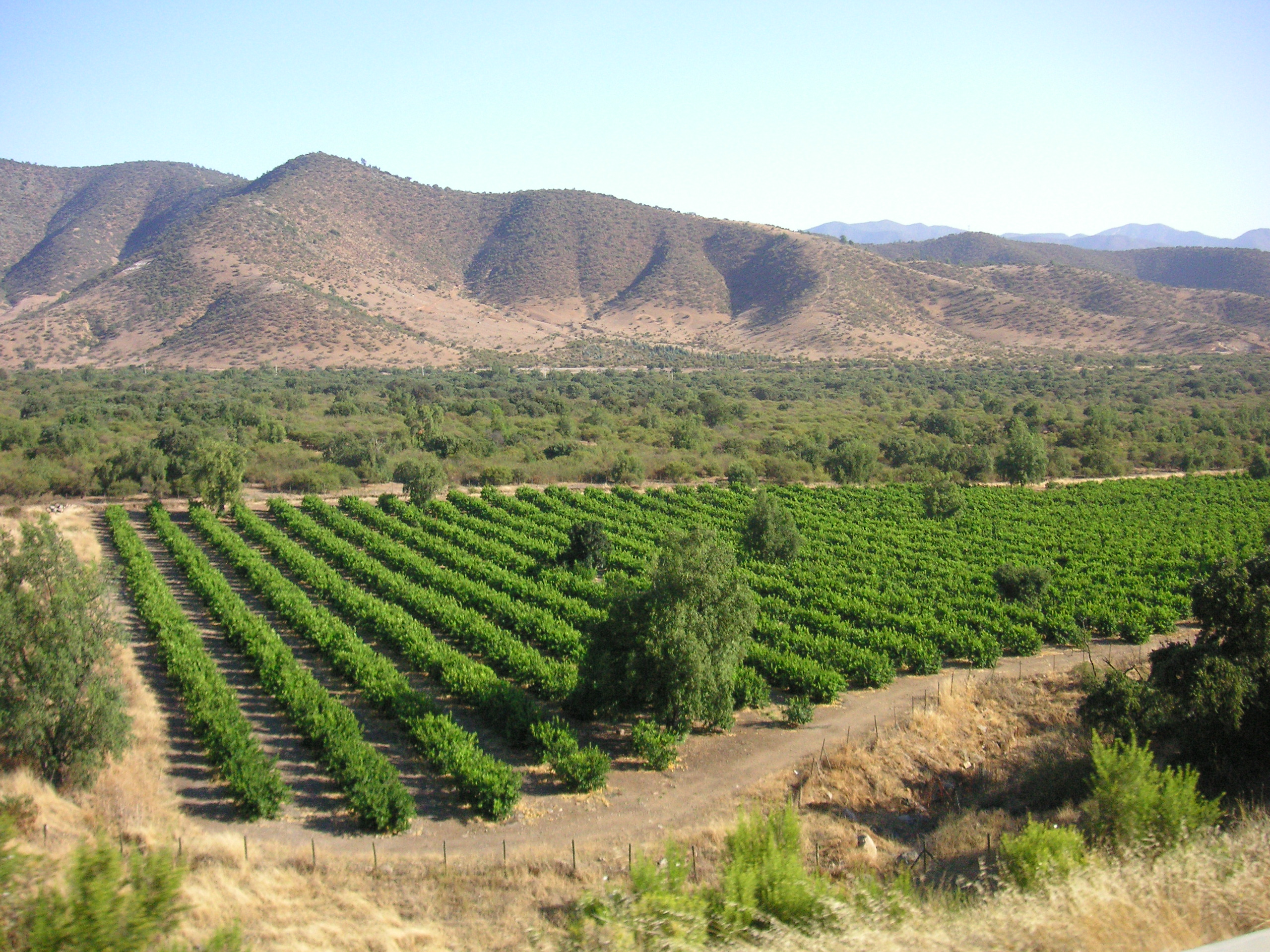
Vignoble chilien au pied des Andes.

L'agriculture au Chili a une production particulièrement diversifiée en raison de sa géographie, de son climat, de facteurs humains et de sa géologie particulière. Historiquement, l'agriculture est l'un des fondements de l'économie du Chili mais aujourd'hui l'agriculture et les secteurs connexes comme la sylviculture et la pêche ne représentent plus que 4,9 % du PIB en 2007 et employait 13,6 % de la population active du pays. Les principales productions agricoles du Chili sont le raisin, la pomme, la poire, l'oignon, le blé, le maïs, l'avoine, la pêche, l'ail, l'asperge, le haricot, le porc le bœuf, la volaille, la laine, le poisson et le bois. En raison de son isolement géographique et d'un contrôle strict des échanges aux douanes, le Chili est épargné par des maladies comme la vache folle et le phylloxéra. De plus, le Chili a l'avantage d'être situé dans l'hémisphère sud, et de pouvoir produire en contre-saison sur une large gamme de produits grâce à des conditions climatiques très diverses. Toutefois, les reliefs limitent l'ampleur et l'intensité de l'agriculture et les terres arables.
Le cœur agricole du Chili se trouve dans la Vallée Centrale où se trouve notamment la région Métropolitaine de Santiago. Dans la moitié nord du pays, les cultures sont fortement tributaires de l'irrigation. Au sud du pays, l'agriculture est progressivement remplacée par l'aquaculture, la sylviculture et les élevages d'ovins et de bovins.

## Production
Le Chili est l'un des 5 plus grands producteurs mondiaux de cerise et canneberge, et l'un des 10 plus grands producteurs mondiaux de raisin, pomme, kiwi, pêche, prune et noisette, en se concentrant sur l'exportation de fruits de grande valeur.
En 2018, le Chili était le 9e producteur mondial de raisin, avec 2 millions de tonnes produites; le 10e producteur mondial de pomme, avec 1,7 million de tonnes produites; et le 6e producteur mondial de kiwi au monde, avec 230 000 tonnes produites, en plus de la production de 1,4 million de tonnes de blé, 1,1 million de tonnes de maïs, 1,1 million de tonnes de pomme de terre, 951 000 tonnes de tomate, 571 000 tonnes de avoine, 368 000 tonnes d'oignon, 319 000 tonnes de pêche, 280 000 tonnes de poire, 192 000 tonnes de riz, 170 000 tonnes d'orge, 155 000 tonnes de cerise, 151 000 tonnes de citron, 118 000 tonnes de mandarine, 113 000 tonnes d'orange, 110 000 tonnes d'olives, 106 000 tonnes de canneberge, en plus de petites productions d'autres produits agricoles 

## Histoire

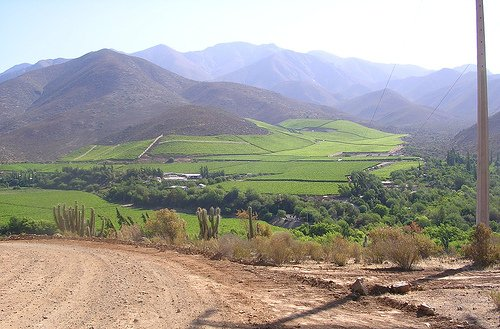
Vignoble chilien dans la vallée de Limarí.

L'agriculture est pratiquée au Chili depuis la période précolombienne quand les Mapuches, les Aymaras et les Atacamas élevaient des lamas et des alpagas tout en cultivant des haricots, du maïs, de la pomme de terre et du quinoa. Avec l'arrivée des Espagnols autour de 1550, des animaux et des plantes tels que le raisin, le blé, les chevaux et les bovins ont été introduits au Chili. Mais en raison de l'isolement géographique du Chili et des limitations imposées au commerce par la couronne d'Espagne relativement peu de nouvelles espèces ont été introduites au Chili colonial. La quasi-totalité des exportations du Chili et des importations passaient par Lima au Pérou. Le XVIIe siècle est nommé “Siglo del Sebo” (siècle de la graisse) car les exportations agricoles chiliennes au Pérou se composaient principalement de graisses animales et de charqui.
En 1687, le Pérou est touché par un séisme et par la peste et le Chili devient alors un important exportateur de blé, d'abord au Pérou, puis au XIXe siècle pour l'Australie et la Californie. La culture du blé s'étend encore davantage dans les années 1880, alimentée par les nouvelles terres arables disponibles après l'occupation de l'Araucanie.
Des moutons ont été introduits en Patagonie chilienne à partir des îles Falkland en 1865. Entre 1890 et 1940, La région des Magallanes est alors devenue l'une des régions du monde élevant le plus d'ovins.
Depuis la libéralisation de l'économie chilienne dans les années 1980, les exportations agricoles ont vu leurs volumes augmenter et se diversifier avec certains produits qui se sont massivement exportés comme le saumon, le vin, des baies et des fruits.
L'agro-industrie accapare 80% des ressources en eau douce du pays.

## Géographie

### Grand Nord
Dans la région du désert d'Atacama dans la région du Nord grand, l'agriculture se concentre surtout autour de petites oasis telles Pica ou Pozo Almonte. L'utilisation de l'eau de la rivière Loa et des autres cours d'eau est très limitée en raison de la contamination de métaux lourds provenant de l'industrie minière. Récemment, ces eaux ont été utilisées pour la culture de plantes non comestibles comme les fleurs. Dans le plateau de la Puna, les Aymaras pratiquent encore l'élevage de lama et d'alpaga.

### Norte Chico

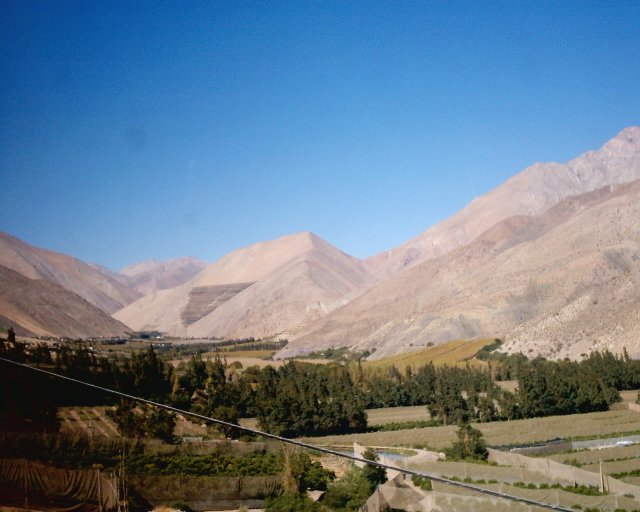
Agriculture dans la vallée de l'Elqui.

La région du Norte chico a un climat semi-aride qui limite l'agriculture aux vallées comme celles de Choapa, de Copiapó, d'Elqui, de Limarí et de l'Aconcagua. La plupart de son agriculture est tributaire de l'irrigation. La région de Norte Chico est connue pour être productrices de papayes et de raisins notamment pour le Pisco. Les autres cultures de la région sont l'olive et l'avocat. Cette dernière participe à l'asséchement des sols.

### Vallée Centrale
La région naturelle de la Zona central est le cœur agricole du Chili. Grâce à son climat méditerranéen, une large partie de la région est productrice de vin. Cette production est cependant tributaire encore une fois de l'irrigation notamment avec de l'eau provenant à la fonte des glaces des Andes. La plupart du vignoble de cette région est planté dans des vallées du Maipo, du Río Rapel et du Maule. La région de Cocolan produit aussi un sirop de palmier grâce à l'exploitation du cocotier du Chili.

### Zone Sud
La culture du blé, l'élevage, la sylviculture et l'aquaculture du saumon sont les principales activités agricoles de la région de la Zona Sur. Le nord de Zona Sur, la région de l'Araucania était connue jusqu'à récemment comme “le grenier à blé du Chili”. Le blé continue à Araucania d'être la culture principale, cependant, la production d'avoine et de lupin a augmenté de manière significative. Bien que la superficie consacrée aux pâturages a eu tendance à se rétrécir en Araucanie, la production de viandes, de lait, et des autres productions dérivés sont elles en augmentation de par l'intensification de l'élevage. L'aquaculture du saumon est dans la région de Los Lagos, la plus importante source d'emplois et constitue la source principale d'exportation de la région. La quasi-totalité de la production du Chili et même de l'hémisphère sud de myrtille et de canneberge se concentre dans la région de la Zona Sur.

### Zona Austral

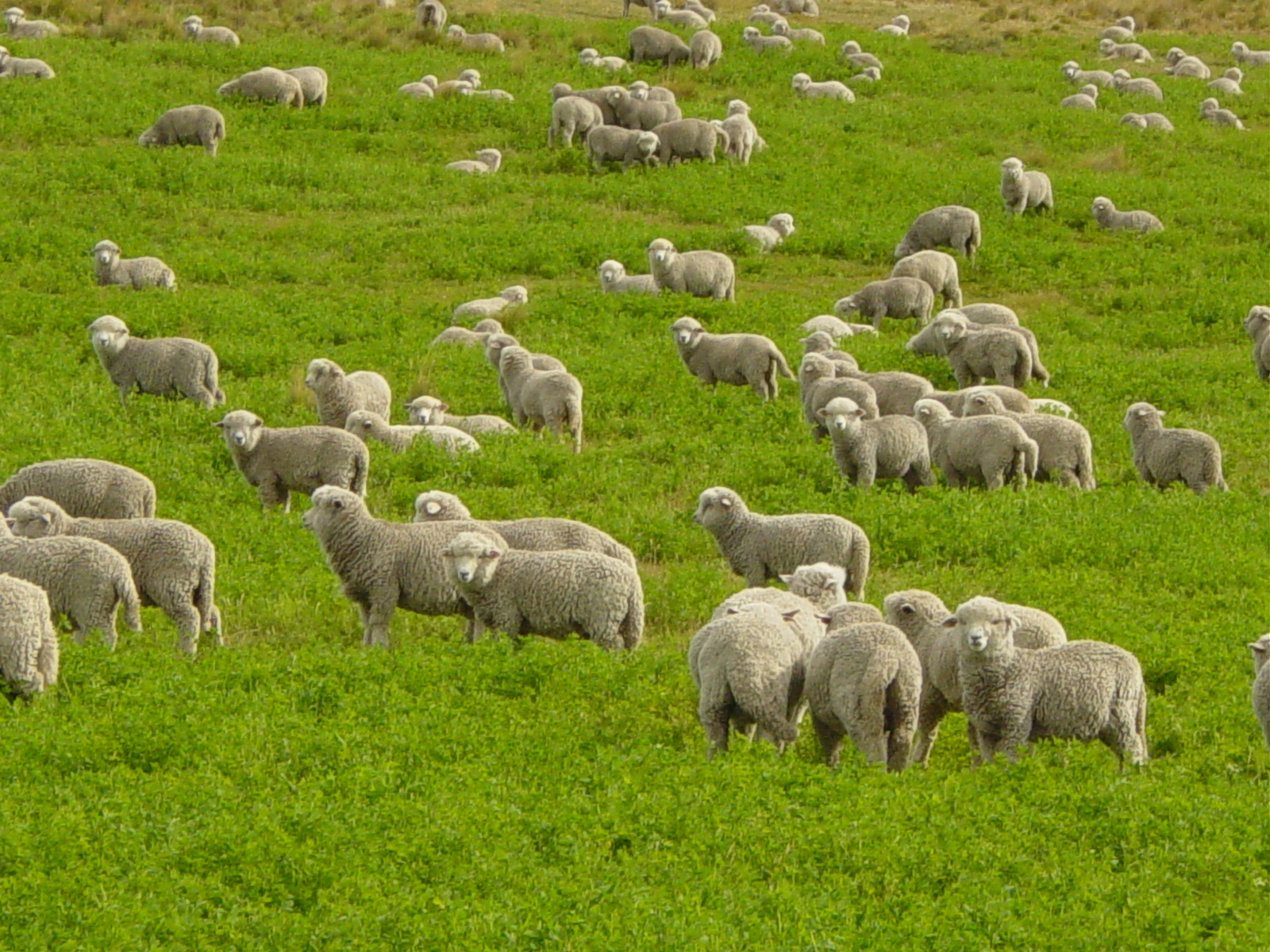
Élevage ovins sur la Terre de Feu.

La Zona Austral est depuis le XIXe siècle, une importante région d'élevage d'ovins. Pour la région des Magallanes seulement, il y aurait 1,5 à 2 millions de moutons répartis entre 300 agriculteurs en 2006. L'agriculture dans les régions du nord-ouest de la Zona Austral (Aisén, Chiloé et Palena) est principalement axée sur l'aquaculture et la sylviculture comme dans la région de la Zona Sur.